# Trio Hochelaga
Le Trio Hochelaga est composé du pianiste Dantonio Pisano, de la violoniste Anne Robert et du violoncelliste Dominique Beauséjour-Ostiguy.
Actif sur la scène musicale depuis 2000, le Trio Hochelaga s'est rapidement démarqué comme l’un des ensembles dominants de la [musique de chambre] au Québec et au Canada,,.   Concerts, tournées et disques ont contribué à accroître la reconnaissance dont jouit le trio avec piano.
Le nom «Hochelaga», que porte le trio montréalais, signifie «digue de castor» en langue iroquoise. Il rappelle les origines de Montréal. 
Le Trio Hochelaga se consacre à la diffusion du répertoire de musique de chambre pour trio, allant de l’époque classique à la  musique d’aujourd’hui. Il nourrit un goût marqué pour les périodes romantique et post-romantique. Le Trio Hochelaga cherche à diffuser le répertoire connu et moins connu de cette période. Par ses activités, il souhaite élargir la connaissance de ce répertoire à un public plus large et enrichir la communauté artistique.

## Concerts, festivals et tournées
Le Trio Hochelaga se produit régulièrement au Canada et sur les scènes internationales.
Au Canada, les chambristes ont notamment offert des concerts aux festivals suivants : 
- Agassiz Chamber Music Festival;
- Été musical de Barachois;
- Boré-Art de Nominingue;
- Festival de Musique de Chambre de London;
- Festival du Centre d'arts Orford;
- Festival international de Lanaudière;
- Festival international de musique de chambre d’Ottawa;
- Festival of the Sound;
- Guelph Spring Festival;
- MusicFest Vancouver;
- Prince Edward County Music Festival;
- Victoria Summer Music Festival.

À l'étranger, le Trio s'est notamment produit : 
- au Wigmore Hall, à Londres;
- au Palazzetto Bru Zane, à Venise;
- au premier Festival international de musique de chambre donné au Central Conservatory of Music, à Beijing;
- au [Sumida Triphony Hall] de Tokyo, se produisant avec le Tokyo New City Orchestra dans le Triple Concerto de Beethoven;
- au The Bermuda Festival of the Performing Arts, à Hamilton, aux Bermudes.

## Enregistrements
Les nombreux enregistrements du Trio Hochelaga couvre une répertoire allant d’Arenski aux compositeurs français méconnus du début du XXe siècle :
- 2020 : Auguste Descarries : Musique de chambre et mélodies (avec le baryton Pierre Rancourt)
- 2016 : Beach - Catoire - Brahms
- 2013 : Au jardin du romantisme français
- 2013 : Ernest Alder : L'opéra concertant
- 2012 : Guillaume Lekeu - Trio et quatuor avec piano
- 2010 : Georges Migot - Suite à trois / Le livre des danceries
- 2009 : Théodore Dubois - Musique de chambre
- 2007 : Ropartz et Rhené-Baton - Trios avec Piano
- 2007 : Théodore Dubois - Quatuor et quintette avec piano
- 2006 : Théodore Dubois - Trios avec piano
- 2004 : Pierné Fauré - Trios avec piano
- 2003 : Anton Stepanovich Arensky - Les deux trios pour piano
- 2002 : Ovation, vol. 2 - Music of Archer, Morawetz, Papineau-Couture, Forsyth and Schafer (collectif)

## Honneurs et reconnaissances
En 2004, le Trio Hochelaga enregistre les trios de Fauré et Pierné, paru chez ATMA Classique. Cet enregistrement s’est mérité le convoité « Choc » du magazine français Le Monde de la musique. 
Le Trio Hochelaga jouit de l'appui financier du Conseil des Arts du Canada, du Conseil des arts et des lettres du Québec et de celui du Conseil des Arts de Montréal.